# ساتورو ماتسو
ساتورو ماتسو (انگلیسی: Satoru Matsuo؛ زادهٔ ۷ دسامبر ۱۹۷۵) بازیگر اهل ژاپن است.
از فیلم‌ها یا برنامه‌های تلویزیونی که وی در آن نقش داشته‌است می‌توان به حمله به تایتان اشاره کرد.